# Kleisli-Kategorie
Eine Kleisli-Kategorie ist eine Kategorie, die sich auf natürliche Weise aus einer Monade ergibt. Sie ist benannt nach dem Schweizer Mathematiker Heinrich Kleisli.

## Definition
Sei {\displaystyle C} eine Kategorie und {\displaystyle M=(T,\mu ,\eta )} eine Monade, mit {\displaystyle T\colon C\to C} als Endofunktor und {\displaystyle \mu \colon T^{2}\to T}, {\displaystyle \eta \colon 1\to T} als die auf ihm festgelegten Monoid-Operationen.
Die zu {\displaystyle C} und {\displaystyle M} gehörende Kleisli-Kategorie wird im Folgenden als {\displaystyle C_{M}} bezeichnet. Die Objekte und Morphismen in ihr sind
- {\displaystyle \operatorname {Ob} (C_{M})=\operatorname {Ob} (C)}, sowie
- {\displaystyle \operatorname {Mor} _{C_{M}}(X,Y)=\operatorname {Mor} _{C}(X,T(Y))}.

Identitätsmorphismen und Verkettung sind
- {\displaystyle \operatorname {id} _{A}=\eta _{A}} und
- {\displaystyle f\circ _{C_{M}}g=\mu \circ _{C}T(f)\circ _{C}g}.

## Beispiele
- Korrespondenzen bilden eine Kleisli-Kategorie. Der Endofunktor auf Set ist hier Potenzmengenbildung, {\displaystyle {\mathcal {P}}}, mit {\displaystyle {\mathcal {P}}(f)(A)=\{f(a)|a\in A\}}.